# (23896) Tatsuaki
(23896) Tatsuaki est un astéroïde de la ceinture principale.

## Description
(23896) Tatsuaki est un astéroïde de la ceinture principale. Il fut découvert le 17 septembre 1998 à la station Anderson Mesa par le programme LONEOS. Il présente une orbite caractérisée par un demi-grand axe de 2,98 UA, une excentricité de 0,04 et une inclinaison de 10,6° par rapport à l'écliptique.

## Compléments